# Międzyborze Białogardzkie
Międzyborze Białogardzkie – nieistniejący przystanek osobowy w Międzyborzu w Polsce, w województwie zachodniopomorskim, w powiecie świdwińskim, w gminie Połczyn-Zdrój.